# Urogelides daviesae
Urogelides daviesae is een spinnensoort in de taxonomische indeling van de springspinnen (Salticidae).
Het dier behoort tot het geslacht Urogelides. De wetenschappelijke naam van de soort werd voor het eerst geldig gepubliceerd in 2009 door Żabka.